# دارث بین
دارث بین (انگلیسی: Darth Bane) یک شخصیت در جنگ ستارگان است. با اینکه نام او در هیچکدام از سری فیلم‌های جنگ ستارگان ذکر نشد ولی در کتاب های این مجموعه به عنوان یکی از بزرگترین لورد‌های سیت تاریخ کهکشان از نام برده شده است.
عمده شهرت او به دلیل قانون دو سیت است که بیان می کند که در یک زمان فقط یک استاد و یک شاگرد سیت می‌توانند وجود داشته باشند.این قانون پس از قرن‌ها به اختلافات داخلی سیت ها تا حد زیادی پایان داد.
جنگ‌های ستاره‌ای (انگلیسی: Star Wars) که در ایران با نام جنگ ستارگان نیز شناخته می‌شود، یک فرنچایز چندرسانه‌ای آمریکایی در ژانر اپرای فضایی حماسی است که توسط جرج لوکاس خلق شده‌است.